# Queso del Alto Urgel y la Cerdaña
Queso del Alto Urgel y la Cerdaña es un queso de leche de vaca frisona con denominación de origen protegida. Se elabora en la fábrica de la Cooperativa Cadí en la Seo de Urgel, y la leche proviene de empresas ganaderas de los municipios que integran las comarcas pirenaicas del Alto Urgel y la Cerdaña, de las provincias de Lérida y Gerona.
Tiene una forma cilíndrica, con un diámetro de entre 195 y 200 milímetros en total y un peso en torno a los dos kilogramos y medio. La corteza es natural y presenta un color pardo claro. La pasta es de color crema con abundantes ojos pequeños e irregulares. La textura resulta tierna y cremosa. El sabor es suave.
Esta zona, tradicionalmente de vid se dedicó a la ganadería desde principios del siglo XX. Los excedentes lácteos se dedicaron a la realización de queso, primero de forma artesanal, luego industrialmente.